# La era del diamante
La era del diamante: manual ilustrado para jovencitas es una novela de ciencia ficción de estilo postcyberpunk escrita por Neal Stephenson. Ha sido galardonada con el premio Hugo a la mejor novela y el premio Locus a la mejor novela de ciencia ficción de 1996, y fue finalista del premio Nébula a la mejor novela.

## Argumento
John Percival Hackworth es un ingeniero neovictoriano que diseña por encargo de Lord Finkle-McGraw un manual interactivo destinado a la educación de su nieta Elisabeth. El Manual ilustrado para jovencitas es capaz de adaptarse de forma dinámica a las circunstancias que rodean a la niña a la que pertenece mediante inteligencia artificial. 
Hackworth ve en el manual una oportunidad única, y decide realizar una copia pirata para su hija Fiona. Para ello recurre a los servicios de un delincuente conocido como Doctor X, quien extrae la información codificada sobre el manual y permite a Hackworth hacer uso de una Toma clandestina para realizar una copia no detectada. Sin embargo, cuando se dirige a su domicilio, es asaltado por un grupo de jóvenes entre los que se encuentra Harv. 
El que Hackworth no denuncie el asalto atrae la atención de la policía china, que acaba descubriendo su identidad y la naturaleza del libro y le obliga a descifrar los datos del manual para el Doctor X, y fabricarlo así en masa para educar a un gran número de niñas chinas. 
Aunque las copias se sirven de un servicio de actores para producir una voz narrativa humana más creíble, los nuevos manuales se diseñan para funcionar de forma autónoma mediante un generador de voz.
El universo de ficción en que transcurre esta historia es el mismo que el de su anterior novela Snow Crash, un Shanghái futurista donde la nanotecnología tiene una gran importancia. Son citados en el libro importantes científicos reales que han investigado esta rama de la ingeniería como Richard Feynman, Eric Drexler y Ralph Merkle.
El Compilador de materia es un dispositivo nanotecnológico, más concretamente un ensamblador molecular o nanofragua, que es capaz de generar cualquier materia u objeto a partir de átomos, obtenidos de unos sistemas conocidos como las Tomas. Las tomas son un sistema de distribución de moléculas similar a la red eléctrica actual, y están controladas por la phyle de Nueva Atlantis (lo que no quiere decir que no existan otras controladas por otra gente, y desconocidas para los neovictorianos).
Después de que el concepto Estado-nación haya quedado obsoleto, la sociedad está separada en una serie de tribus, o phyles, las cuales no están segregadas sino distribuidas por todo el mundo. Coexisten de modo más o menos pacífico, siendo sus principales diferencias culturales y económicas.
Las tres más importantes son Nueva Atlantis, Nippon y Han. Nueva Atlantis está formada por los neovictorianos. Gente de cultura occidental que prefiere llevar un estilo de vida acorde con la época victoriana y que es una referencia renovada del steampunk, la gente de nueva atlantis intenta propagar sus ideas mediante la educación. No impiden que gente de otras phyles se una a ellos siempre y cuando respeten los principios de la tribu. Nippon está formada por los japoneses, y Han por los chinos Han. En el libro se duda en algunos momentos si Han es realmente una de las grandes, y se dice que quizá Indostán debería estar también en esa lista.[cita requerida] Aparte de estas grandes phyles, existen otras muchas más pequeñas, entre las que se encuentran las phyles sintéticas.

## Adaptaciones en el cine, la televisión y el cómic
En enero de 2007, el canal Sci Fi anunció la realización de una miniserie de 6 horas de duración basada en La era del diamante. Neal Stephenson será el encargado de la adaptación, mientras que George Clooney, Grant Heslov y Smokehouse Productions correrán a cargo de la producción. Actualmente no está planificada ninguna fecha de estreno.